# 디아스포라 (소셜 네트워크)
디아스포라(diaspora*)는 동명의 소프트웨어를 기반으로 한 소셜 네트워크이다. 2014년 3월 기준으로 100만개 이상의 디아스포라 계정이 있다.

## 같이 보기
- 데이터 이동
- GNU 소셜
- Identi.ca